# Soldier of Fortune
Soldier of Fortune (förkortat SoF) är ett actionspel som är skapad av Raven Software och publicerad av Activision den 27 mars 2000.

## Historia
En tysk nynazistgrupp har stulit ett antal atombomber från ett lager i Ryssland, som de ska sälja vidare. Legosoldaten John Mullins och hans partner Aaron "Hawk" Parsons får i uppdrag att stoppa gruppen och återta vapnen.

## Grafik
Spelet bygger på en modifierad version av Quake II Engine. Det var det första spel som använde sig av GHOUL damage model Engine, utvecklad av Raven Software. Detta gjorde det möjligt att skjuta av motståndarnas kroppsdelar. Funktionen gick att stänga av för att minska våldet i spelet.

## Kritik
Spelet fick kritik för att det var väldigt våldsamt och för de overkliga striderna (speciellt på lättaste nivån). Spelet fick 7,7 av 10 poäng från Gamespot.

## Uppföljare
Flera nya Soldier of Fortune-spel har utvecklats och släppt. Det nyaste är Soldier of Fortune: Payback som släpptes i mars 2007.